# Xanthoxalis suksdorfii
Xanthoxalis suksdorfii là một loài thực vật có hoa trong họ Chua me đất. Loài này được (Trel.) Small miêu tả khoa học đầu tiên năm 1907.